# Ellen Trane Nørby

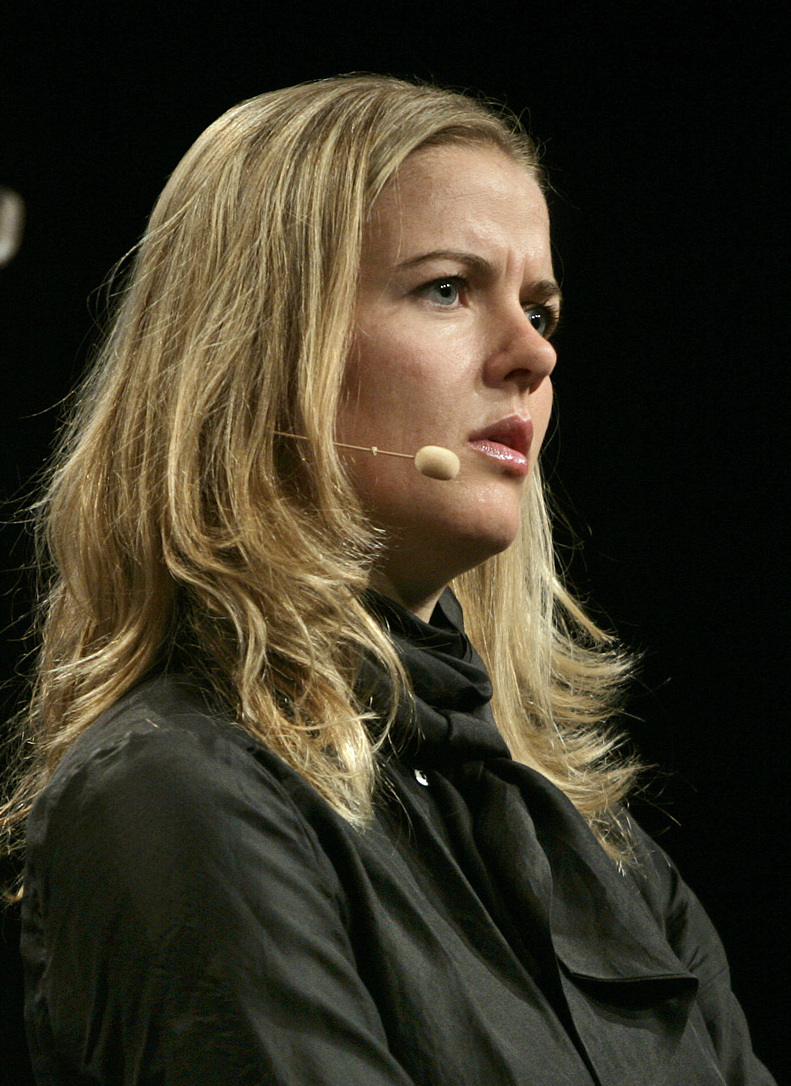
Ellen Trane Nørby under Folketingsvalet i Danmark 2007.

Ellen Trane Nørby, född 1 februari 1980 i Herning, är en dansk politiker (venstre).
Nørby har varit ledamot i Folketinget sedan 2005. Efter Folketingsvalet 2015 utsågs hon till minister för barn, undervisning och jämställdhet i Regeringen Lars Løkke Rasmussen II. I Regeringen Lars Løkke Rasmussen III är hon hälsominister.
År 2005 tog hon en examen i konsthistoria från Köpenhamns universitet.